# SAP Garden
El SAP Graden es una arena multiusos de la ciudad alemana Múnich, ubicada dentro del Olympiapark de la ciudad. Posee una capacidad de 11 500 personas y fue inaugurada el 27 de septiembre de 2024. El sitio de localización es donde se ubicaba el ya demolido Radstadion, espacio que se convertirá en el hogar para el equipo de hockey sobre hielo EHC Red Bull München y del equipo de básquetbol Bayern Munich.

## Historia
Los planes de construcción de una nueva arena provienen principalmente del deseo del EHC Red Bull München de un nuevo recinto, pues el propio se remontaba a la época de los Juegos Olímpicos de Múnich 1972. En diciembre de 2014 el ayuntamiento de Múnich anunció la licitación de una nueva arena en el sitio del antiguo Radstadion.
La primera excavación en el sitio ocurrió el 13 de enero de 2020, mientras que la primera piedra del proyecto fue puesta el 23 de febrero de 2021. Para junio de 2021, la superficie de juego había sido totalmente completada, siendo inaugurada en un duelo de jugadores del Red Bull Munich. En julio de 2022 se informa que el cronograma de construcción debe ser ajustado, debido a la escasez de materiales de construcción y materias primas, así como la falta de trabajadores cualificados, retrasando la finalización del estadio hasta la primavera de 2024. En febrero de 2023 se alcanza el siguiente hito del recinto, al completar la estructura del SAP Garden. Para marzo del mismo año, se completa la fachada de cristal y para el siguiente mes se encontraba posicionada la estructura del techo. En junio de 2023, el recinto sufre un incendio, provoado por el incendio de los materiales aislantes en el sótano del SAP Garden, el cual no dejaría heridos ni afectaría el cronograma de construcción, manteniendo en la normalidad las operaciones.
El recinto se inauguró el 27 de septiembre con un encuentro entre el equipo local EHC Red Bull Munchen contra los Buffalo Sabres.

## Estructura y diseño
El SAP Garden posee un innovador sistema de tribuna, titulado «Dual Rise Single Frame», desarrollado por Red Bull en colaboración con Elan, con el propósito de que el recinto sea capaz de adaptar de manera flexible la superficie de juego y las gradas de espectadores para el beneficio de cada evento, permitiendo pasar de una configuración de hockey sobre hielo a básquetbol en tan solo unas horas, mientras se mantienen las condiciones óptimas para el juego y visualización de ambos deportes.

## Nombre
En 2019, SAP obtuvo los derechos de la denominación del recinto, por lo cual, para evitar la confusión con el SAP Arena de Mannheim, se propusieron tres nombres para ser votados por la comunidad: SAP Live (9,9% de votos), SAP Park (44,8%) y el ganador SAP Garden (45,3%).